# Enrico Ravaglia
Enrico Ravaglia, detto Chicco (Castel San Pietro Terme, 20 febbraio 1976 – Piacenza, 23 dicembre 1999), è stato un cestista italiano.

## Carriera
Chicco, così soprannominato, playmaker di 193 centimetri, figlio d'arte (il padre, Roberto Ravaglia, fu uno dei più grandi tiratori dei campionati cadetti negli anni ottanta), crebbe prima nel vivaio dell'Andrea Costa Imola, poi passò alla Virtus Bologna.
Nella stagione 1994-95, a soli 18 anni, venne ceduto in prestito a Cento dove disputò un ottimo campionato, stupendo per la sua capacità di ambientamento in un campionato così difficile come la B1.
Nel 1995 andò alla Pallacanestro Varese, dove restò per poco più di un anno. Alla fine del 1996 ritornò alla Virtus, in quel momento uno dei club più forti d'Europa, ma non venne impiegato molto dato che ebbe un brutto infortunio al ginocchio che lo tenne fermo per due anni.
Nel 1999 firmò per la Pallacanestro Cantù, dove ebbe un buon inizio di stagione tanto da far sembrare che avesse recuperato la forma migliore. Ma il 23 dicembre 1999, mentre tornava da Cantù ad Imola per festeggiare il Natale con la famiglia, reduce da una partita contro la Pallacanestro Reggiana in cui aveva segnato 23 punti, fu vittima di un grave incidente automobilistico con la sua Volvo V40, sull'autostrada A1 all'altezza dell'uscita Piacenza Nord, in cui perse la vita all'età di 23 anni.

## Riconoscimenti postumi
A lui e a Davide Ancilotto, altro cestista scomparso prematuramente, viene dedicato un torneo alla memoria. Nel 2001, sempre in sua memoria, è stata fondata una società calcistica di Imola, l'ASD Chicco Ravaglia.

## Palmarès
- Coppa dei Campioni: 1

Virtus Bologna: 1997-98
- Campionato italiano: 1

Virtus Bologna: 1997-98
- Coppa Italia: 1

Virtus Bologna: 1997